# Epsilon Normae
Epsilon Normae (ε Normae) é um sistema estelar triplo na constelação de Norma. Tem uma magnitude aparente visual de 4,52, podendo ser vista a olho nu em locais sem muita poluição luminosa. Com base em sua paralaxe medida pela sonda Gaia, está a uma distância de aproximadamente 600 anos-luz (185 parsecs) da Terra.
O par mais interno do sistema, HD 147971, forma uma binária espectroscópica de linha dupla com um período orbital de 3,26 dias e uma excentricidade de 0,13. Ambos os componentes parecem ser estrelas de classe B da sequência principal similares com uma razão de massas de 0,92, classificadas com um tipo espectral de B3V ou B4V. A terceira estrela do sistema, HD 147970, é uma companheira visual a uma separação angular de 22,8 segundos de arco do par interno, e provavelmente é uma estrela de classe B da sequência principal mais fria com um tipo espectral de B9V.